# Comptes rendus de l'Académie des inscriptions et belles-lettres
Les Comptes rendus de l'Académie des inscriptions et belles-lettres (CRAI) sont une revue scientifique d'histoire, de philologie et d'archéologie publiée par l'Académie des inscriptions et belles-lettres. Ils publient des articles concernant ces domaines ainsi que les informations relatives à la vie de l'Académie et à ses diverses séances.

## Histoire
L'origine des Comptes rendus remonte à une initiative d'Ernest Desjardins, membre de l'Académie, qui décida en 1857 de publier les séances de l'Académie des inscriptions et belles lettres de l'année. Par une décision du 26 mai 1865 l'Académie assuma la charge de la publication et la confia aux soins de son secrétaire perpétuel. La publication fut d'abord hebdomadaire, elle est depuis 1970, trimestrielle.
Les Comptes rendus de l'Académie des inscriptions et belles-lettres sont en partie disponibles (de 1900 à 2005)  en libre accès sur le portail Persée. Ils sont diffusés, depuis septembre 2021, par Peeters publishers.